# Anassippo
Anassippo (in greco antico: Ἀνάξιππος?, Anáxippos; Atene, 340 a.C. circa – dopo il 303 a.C.?) è stato un commediografo ateniese.

## Biografia
Fiorì intorno al 303 a.C., in quanto Suda lo definisce ateniese esponentedella Commedia nuova, contemporaneo di Antigono e di Demetrio Poliorcete.

## Opere
Di Anassippo sopravvivono i titoli di cinque commedie: L'uomo mascherato; Il reclamamante; L'uomo fulminato; Il citarodo; Il pozzo.
I suoi 71 versi superstiti mostrano, comunque, uno dei tanti poeti comici della Nea, attento alla commedia di situazione e alla rappresentazione di caratteri tipici della società del tempo.